# Flaga Krakowa
Flaga Krakowa (Flaga Stołecznego Królewskiego Miasta Krakowa) – jeden z symboli miejskich Krakowa.
Zgodnie z uchwałą nr XIX/132/91 Rady Miasta Krakowa z dnia 15 marca 1991 roku w sprawie herbu i barw Stołecznego Królewskiego Miasta Krakowa, barwami są kolory biały i błękitny, ułożone w dwóch poziomych równoległych pasach o tej samej szerokości, z których górny jest koloru białego, a dolny koloru błękitnego. Zgodnie z zarządzeniem prezydenta Krakowa z dnia 31 maja 2017 roku flaga i barwy miasta Krakowa mogą być umieszczane na budynkach i obiektach, a także w innych miejscach, dla podkreślenia podniosłego charakteru uroczystości oraz świąt i rocznic państwowych lub miejskich, zaś prawo używania chorągwi miasta Krakowa przysługuje prezydentowi Krakowa i przewodniczącemu rady miasta.
Od 31 maja 2017 roku 5 czerwca jest w Krakowie oficjalnie obchodzony jako święto Flagi Miasta Krakowa.

## Znaczenie heraldyczne barw
Flaga została zaprojektowana jako prostokątny płat, którego stosunek szerokości do długości wynosi 5:8, podzielony na dwa poziome pasy o równej szerokości, z których górny jest biały a dolny błękitny. Kolory te według symboliki używanej w heraldyce mają następujące znaczenie:
- Koloru białego używa się w heraldyce jako reprezentację srebra, a w zakresie wartości duchowych czystość i niepokalanie.
- Kolor niebieski w heraldyce symbolizuje piękno, wzniosłość, pochwałę, majestat, królestwo.

## Historia

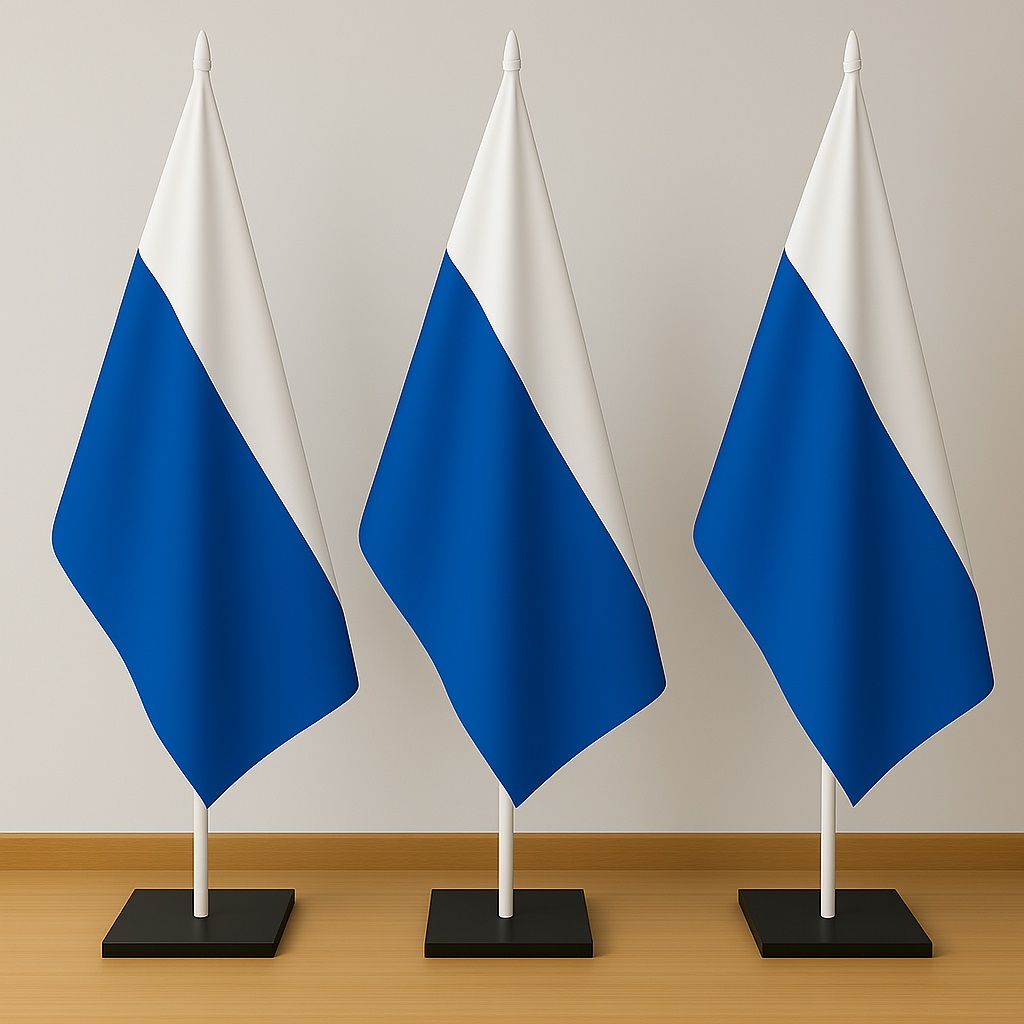
Flaga gabinetowa Krakowa

Ustawami z 1776 roku sejm Rzeczypospolitej Obojga Narodów wprowadził tzw. mundury wojewódzkie – noszone przez szlachtę uniformy w kolorach wybranych przez poszczególne województwa. Województwo krakowskie przyjęło ów obywatelski mundur w kolorach: kontusz karmazynowy, żupan biały, natomiast na sejm kontusz granatowy bez wyłogów, kołnierz i żupan karmazynowy. Z upływem czasu podział na uniform nie sejmowy i sejmowy zatarł się, kolory „skrzyżowały się” i pozostał obywatelski mundur szlachecki w postaci białego żupana i ciemnoniebieskiego, z czasem niebieskiego kontusza.
Barwy biało-niebieskie pojawiły się na mundurach Gwardii Narodowej Krakowskiej z okresu przynależności Krakowa do Księstwa Warszawskiego w latach 1809–1815. W okresie Wolnego Miasta Krakowa w latach 1815–1846 kolory biało-niebieskie zostały powszechnie przyjęte.
W 1936 roku wprowadzono Dni Krakowa, podczas których barwy miasta były eksponowane głównie w formach flagi.
15 marca 1991 roku została przyjęta specjalna uchwała w sprawie herbu i barw Stołecznego Królewskiego Miasta Krakowa. Oficjalnymi barwami miasta zostają biały i błękitny, ułożone w dwóch poziomych równoległych pasach o tej samej szerokości, z których górny jest koloru białego, a dolny koloru błękitnego.
Rada Miasta Krakowa 9 października 2002 roku przyjęła uchwałę w sprawie symboli Stołecznego Królewskiego Miasta Krakowa. Ustanowiła ona pięć oficjalnych symboli miasta, wśród nich barwy miasta, tworząc spójny system. Ustawa sprecyzowała intensywność koloru błękitnego w palecie barw jako barwę Pantone 2728. W ten sposób nastąpiła korekta: przyjęty kolor błękitny był znacząco bardziej intensywny niż wskazany w ustawie z 1991 roku. Przyczyną zmiany odcienia koloru niebieskiego było spopularyzowanie się flagi „Maryjnej”, która błędnie została przyjęta podczas pierwszej Podróży apostolskiej Jana Pawła II do Polski w 1979 roku. Wówczas władze miasta Krakowa udekorowały budynki flagami z barwami miasta, zostało to uznane za symbole Matki Bożej, niebiesko-białe barwy poświęca się Niepokalanej Dziewicy. Od XV wieku matkę Boską przedstawia się często w jasnoniebieskim lub niebieskim płaszczu i białej sukni. Rozpowszechnienie się flagi „Maryjnej” w barwach miasta Krakowa prowadziło do nieporozumień identyfikacyjnych, dlatego władze zdecydowały się na zmianę odcienia koloru.
W uchwale Rady Miasta Krakowa z 2017 roku został przyjęty System Identyfikacji Wizualnej Miasta Krakowa, w którym barwy flagi oraz innych symboli miejskich zostały doprecyzowane do aktualnych standardów graficznych: Pantone, CMYK, RGB, RAL.

## Chorągiew
Chorągiew Stołecznego Królewskiego Miasta Krakowa jest jednym z symboli miejskich Krakowa. Ustanowiona Uchwałą Rady Miasta Krakowa z 9 października 2002 roku, przedstawia na błękitnym płacie biały ukośny krzyż z herbem miasta umieszczonym na skrzyżowaniu ramion krzyża. Stosunek szerokości do długości płata wynosi 5:8.

### Historia

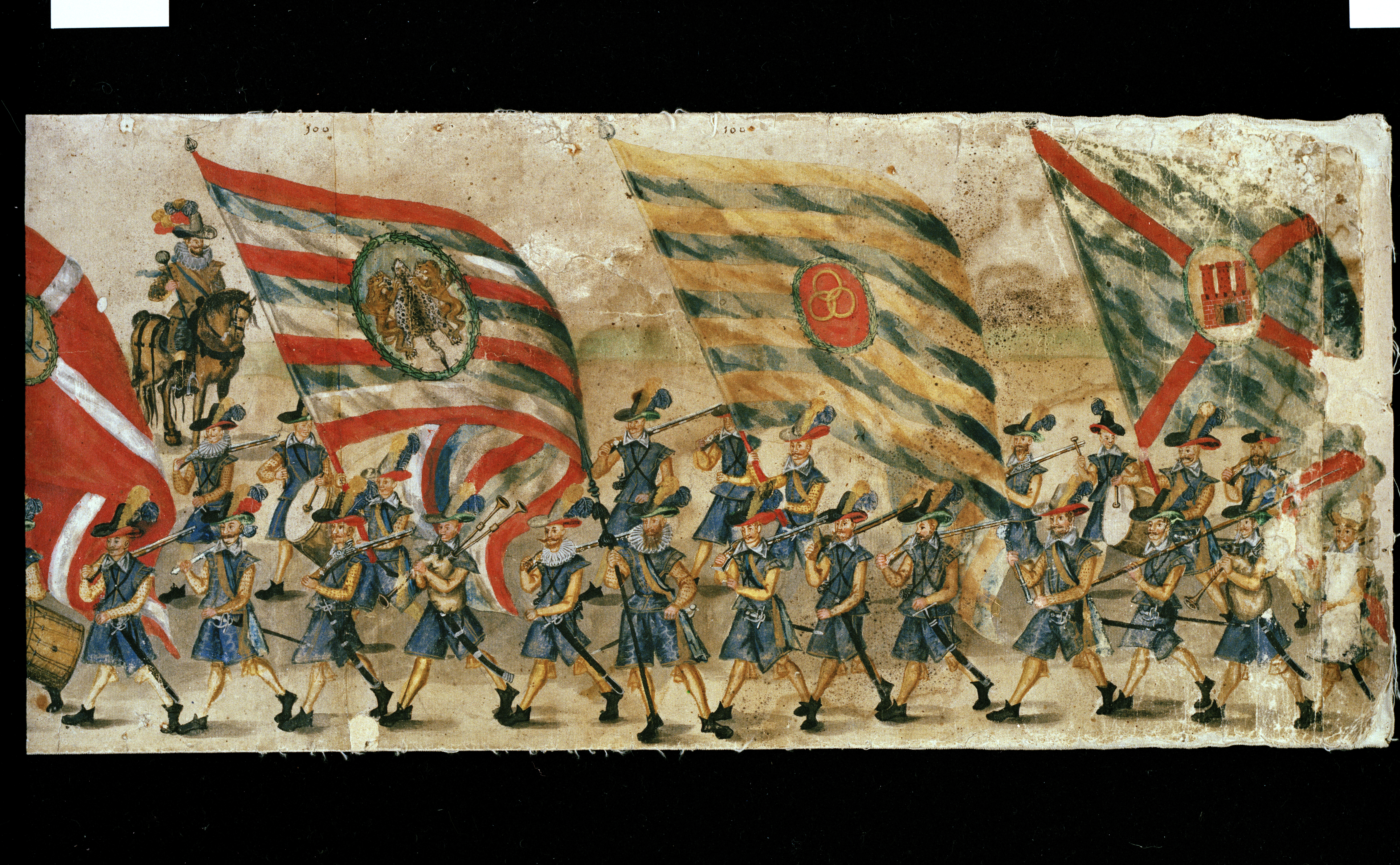
Rolka sztokholmska, ilustrująca wjazd do Krakowa Zygmunta III Wazy

W swojej kronice Jan z Czarnkowa opisał uroczysty wjazd do Krakowa króla Ludwika Węgierskiego, obejmującego tron po śmierci Kazimierza Wielkiego 17 listopada 1370 roku. Z okazji tego wydarzenia w mieście zarządzono, aby rajcowie nieśli chorągiew na której widniał herb miasta, oraz klucze.
W drzeworycie sygnetu krakowskiej oficyny Floriana Unglera wydanego w druku Stanisława z Łowicza z 1521 roku przedstawia chorążego miejskiego dzierżącego w dłoni chorągiew Krakowa, na której widoczny jest herb miasta. Motyw herbu powtórzono też na tarczy herbowej, na której chorąży opiera dłoń.
Ilustracja z XVII wieku przedstawia uroczysty wjazd do Krakowa w 1605 roku Zygmunta III Wazy z Konstancją Habsburżanką na mające się odbyć uroczystości ich zaślubin. W orszaku idą mieszczanie krakowscy, wśród chorągwi cechowych widać także chorągiew miasta niesioną przez milicję miejską. Widoczna jej połać ma kolor niebieski, na tym tle znajduje się czerwony krzyż św. Andrzeja, a pośrodku herb Krakowa.
Od XIX do XX wieku miejsce chorągwi miejskiej weszły flagi w barwach miasta. W 1991 roku w Uchwale Rady Miasta Krakowa w sprawie herbu i barw, nie podjęto powrotu do symbolu w postaci chorągwi.
Pod koniec XX wieku władze miejskie wprowadziły substytut chorągwi w postaci flagi większej niż przeciętnego rozmiaru, z dużym herbem na obu jej płachtach, używana była do oprawy uroczystości miejskich, posiedzeń Rady Miasta Krakowa, flaga w czasie sesji wywieszana była na balustradzie południowego skrzydła frontonu Pałacu Wielopolskich.
9 października 2002 roku powstał zwarty zbiór znaków oficjalnych symboli Krakowa, wśród których znalazła się również chorągiew: na błękitnym płacie biały ukośny krzyż, z herbem miasta umieszczonym na skrzyżowaniu ramion krzyża. W lutym 2004 roku prezydent miasta zarządzeniem w sprawie zasad posługiwania się symbolami postanowił, że prawo używania chorągwi Stołecznego Królewskiego Miasta Krakowa przysługuje Prezydentowi Miasta Krakowa i Przewodniczącemu Rady Miasta Krakowa. Chorągiew jest umieszczona na drzewcu zwieńczonym miniaturą korony używanej przy koronacjach polskich monarchów. Konstrukcja chorągwi sporządzona zostaje według wzoru określonego w uchwale.

## Konstrukcja, wymiary i barwy

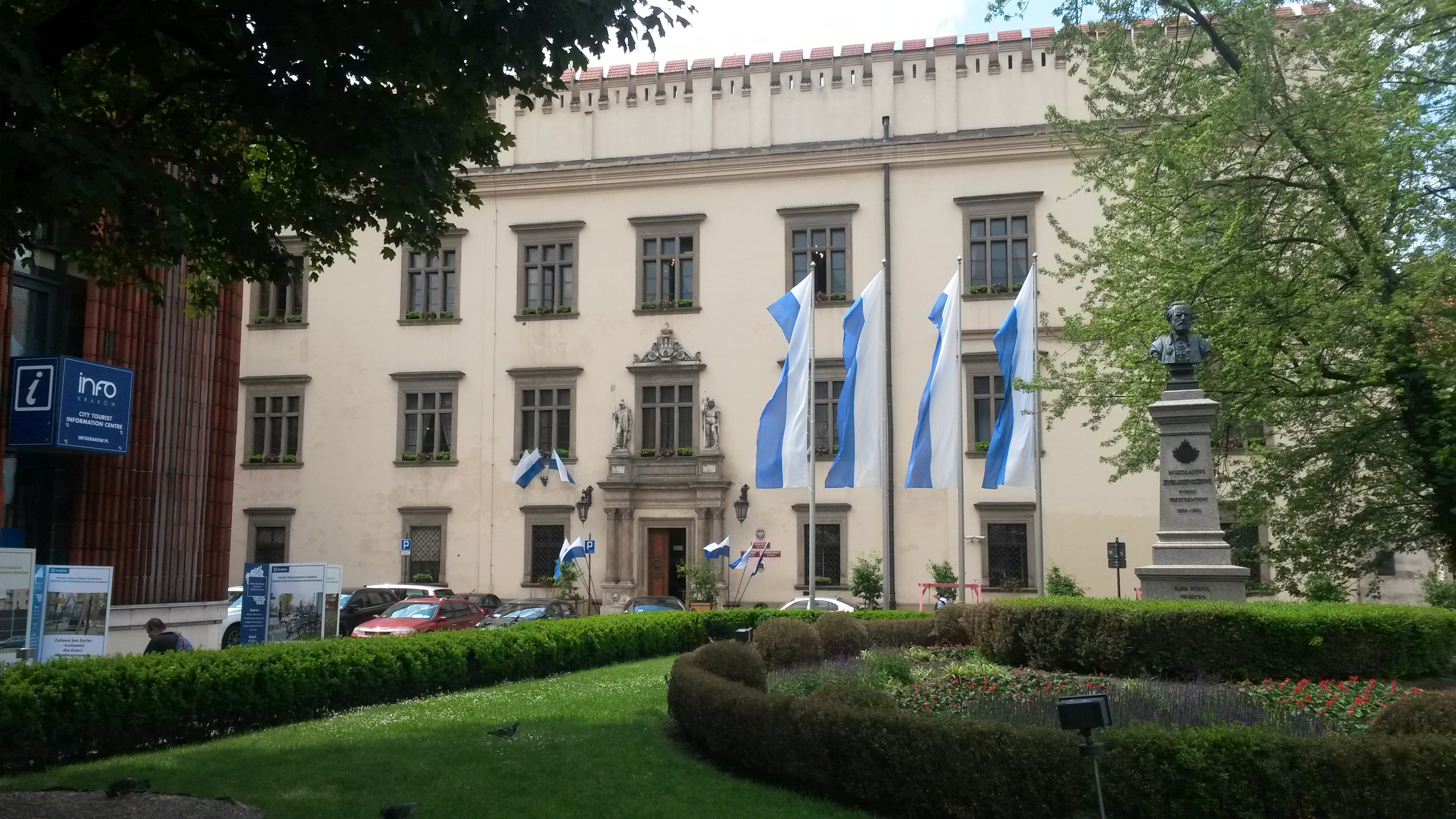
Magistrat Krakowski podczas uroczystej sesji Rady Miasta w dniu Święta Flagi Krakowa

Obowiązująca flaga Krakowa jest prostokątem o proporcjach 5:8 podzielonym na dwa poziome pasy: biały i niebieski. Dopuszcza się także wieszanie flagi w formie pionowej wstęgi: wówczas barwa biała powinna znajdować się po lewej stronie (widok z przodu).

Wymiary flagi Krakowa.
Wzór flagi miasta Krakowa ogłoszony w Ustawie.
Wymiary chorągwi Krakowa.

### Barwy

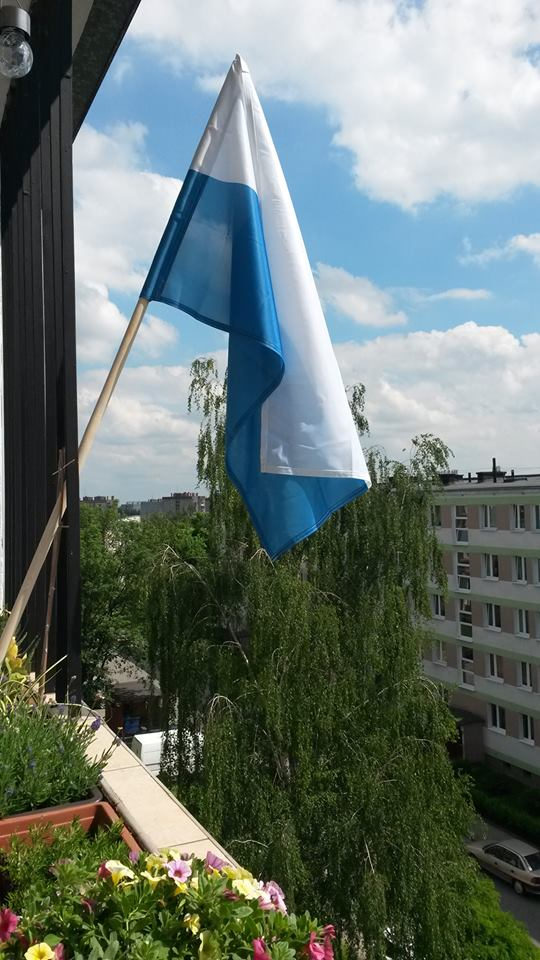
Wywieszona przez mieszkańców Flaga Krakowa

Barwy biało-błękitne znalazły miejsce w Statucie Miasta Krakowa oraz w Uchwale Miasta Krakowa z dnia 15 marca 1991 roku jako symbole miasta. Barwy miasta są powiązane z barwami herbu, który przedstawia w polu błękitnym czerwony mur z trzema basztami, a w prześwicie bramy ukoronowanego Orła białego. Biało-błękitne barwy nawiązują do białego Orała w polu błękitnym.
| biały   |
| ------- |
| #FFFFFF |
| stały   |

| lazur     | cyjan     | szafirowy | ultramaryna |
| --------- | --------- | --------- | ----------- |
| #0783FD   | #00A9EC   | #0047BB   | #0064A7     |
| 1936-1991 | 1991-2002 | 2002-2017 | od 2017     |

Dokładne barwy Miasta Krakowa zastosowane we fladze, herbie i chorągwi zostały ustalone w 2017 roku w Systemie Identyfikacji Wizualnej Miasta Krakowa:
| Barwa     | RAL  | Pantone | CMYK       | RGB         |
| --------- | ---- | ------- | ---------- | ----------- |
| biały     | 9010 | 000 C   | 0/0/0/0    | 255/255/255 |
| niebieski | 5005 | 2945 C  | 100/55/0/0 | 0/100/167   |
| czerwony  | 3028 | 185 C   | 0/100/90/0 | 228/5/33    |
| żółty     | 1018 | 116 C   | 0/20/100/0 | 255/204/0   |

## Wersje flagi

Flaga Rzeczypospolitej Krakowskiej w latach 1815–1846.
Flaga Wielkiego Księstwa Krakowskiego w latach 1846–1918.
Flaga maryjna, omyłkowo przyjęta flaga Krakowa za flagę ku czci Matki Bożej, podczas wizyt Jana Pawła II do Krakowa.
Substytut chorągwi miejskiej, używany od końca lat 90. do 2005 roku. Zastąpiony przez oficjalną Chorągiew uchwaloną w 2002 roku.

## Święto Flagi Krakowa
Rada Miasta Krakowa na posiedzeniu 31 maja 2017 roku jednogłośnie przyjęła uchwałę o ustanowieniu nowego święta Flagi Miasta Krakowa. Jest ono obchodzone wraz ze Świętem Miasta Krakowa, które przypada 5 czerwca i upamiętnia lokację miasta. Ustanowienie święta ma na celu propagowanie wiedzy o dziedzictwie kulturowym miasta.